# Тарабарино
Тараба́рино — деревня в Промышленновском районе Кемеровской области. Входит в состав Тарабаринского сельского поселения.

## География
Центральная часть населённого пункта расположена на высоте 163 м над уровнем моря.

## Население
| 2010 |
| ---- |
| 90   |

### Половой состав
По данным Всероссийской переписи населения 2010 года, в деревне Тарабарино проживало 90 человек (45 мужчин, 45 женщин).